# Oxyride
 Der er for få eller ingen kildehenvisninger i denne artikel, hvilket er et problem. Du kan hjælpe ved at angive troværdige kilder til de påstande, som fremføres i artiklen.

Oxyride(TM) batterier er mærkebetegnelsen for et ikke-genopladeligt batteri udviklet af Panasonic. Det er specialt udviklet til kraftigt effektforbrugende digitalt udstyr såsom digitale kameraer og MP3-afspillere.
| Energi | Spire Denne artikel om produktion, distribution og forbrug af energi er en spire som bør udbygges. Du er velkommen til at hjælpe Wikipedia ved at udvide den. |